# Erich Timm

Erich Timm

Erich Hermann Timm (* 10. Dezember 1884 in Krangen, Provinz Pommern; † 1. Juni 1968 in Blankenfelde, Kreis Zossen) war ein deutscher Politiker (DNVP, NSDAP).

## Leben und Wirken

### Frühe Jahre
Nach dem Besuch der Volksschule absolvierte Erich Timm eine Schlosserlehre. Begleitend dazu nahm er während seiner Gesellenzeit an Abendkursen der Fachschule teil.
Ab 1908 ist Timm in Berlin nachweisbar. In diesem Jahr firmierte er als Schlosser mit Wohnsitz in der Kurfürstenstraße 38 Mariendorf. 1913 legte Timm die Meisterprüfung ab. Daraufhin gründete er einen Schlosserei- und Fabrikbetrieb in Berlin-Tempelhof.
Von 1914 bis 1918 nahm Timm am Ersten Weltkrieg teil, in dem er abwechselnd an der Front und in der Rüstungsindustrie eingesetzt wurde.

### Weimarer Republik und frühe NS-Zeit
Nach dem Krieg und der Gründung der Weimarer Republik führte Timm seinen Schlossereibetrieb weiter. Politisch betätigte er sich seit etwa 1920 in der Deutschnationalen Volkspartei (DNVP). 1921 wurde er Bezirksverordneter in Berlin. Von 1925 bis 1932 saß er dann als Abgeordneter in der Stadtverordnetenversammlung von Berlin. Daneben war er als betriebsständiger Interessenvertreter Mitglied der Vollversammlung der Handwerkskammer Berlin und der Handelskammer Berlin.
Bei der Reichstagswahl vom September 1930 wurde Timm als Kandidat der DNVP für den Wahlkreis 3 (Potsdam II) in den Reichstag gewählt. Nachdem er sein Mandat zunächst bei der Wahl vom Juli 1932 wieder verloren hatte, konnte Timm sein Mandat bei der Wahl vom November 1932 zurückgewinnen. Er gehörte dem deutschen Parlament anschließend ohne Unterbrechung bis zum November 1933 an.
Das wichtigste parlamentarische Ereignis, an dem Timm während seiner Abgeordnetenzeit beteiligt war, war die Verabschiedung des – unter anderem auch mit seiner Stimme beschlossenen – Ermächtigungsgesetzes vom März 1933, das die rechtliche Grundlage für die Errichtung der NS-Diktatur bildete.
Nominell gehörte Timm dem Reichstag noch bis zu seiner Auflösung und der folgenden Neuwahl im November 1933 an, bei der er nicht mehr kandidierte. Dagegen blieb er weiterhin Mitglied der Bezirksversammlung Tempelhof. Im Oktober 1933 wurde er aus ungeklärten Gründen kurzzeitig im KZ Columbiahaus inhaftiert. Anschließend handelte er die Übernahme der Berliner Stadtverordneten der DNVP in die NSDAP-Fraktion aus, in deren Vorstand er eintrat.
Timms Firma bestand noch in den 1940er Jahren. Auf dem Firmengelände bestand zeitweise ein Zwangsarbeiterlager.

### Späteres Leben
Nach 1933 zog Timm sich weitgehend aus der Öffentlichkeit zurück. Sein weiteres Leben liegt weitgehend im Dunkeln.
Während er in den Berliner Adressbüchern der frühen 1930er Jahre noch als Schlossermeister mit Wohnsitz in der Ordensmeisterstraße 39 verzeichnet ist, ist in späteren Jahren nur der Betrieb mit dieser Adresse registriert, während sein privater Wohnsitz nicht klar identifiziert wird.
Ein Erich Timm, dessen Identität mit dem Reichstagsabgeordneten nicht sicher zu ermitteln ist, wurde den Forschungen der Kommission zur Geschichte des Parlamentarismus und der Politischen Parteien zufolge am 31. August 1942 im Krankenrevier des Polizeireviers Alexanderplatz behandelt.
In seinen letzten Lebensjahren lebte Timm außerhalb von Berlin in der Friedrich Engelsstraße 53 in Blankenfelde, Kreis Zossen, wo er 1968 starb.

## Ehe und Familie
Timm war verheiratet mit Margarete Hermine Auguste Timm, geb. Timm. Aus der Ehe gingen mindestens zwei Söhne hervor.
Der Sohn Rudolf Heinz Karl Timm (* 1. Juni 1908 in Berlin; † 23. April 1945 in Meinsdorf, Brandenburg). Dieser starb während der Schlussphase des Zweiten Weltkriegs durch Selbsttötung. Er wurde zu dieser Zeit als Fabrikbesitzer geführt. Er war verheiratet mit Hildegard Klein (* 1. Februar 1915 in Barmen [?]), die sich zusammen mit ihm tötete.
Und der Sohn des Architekten Werner Reinhold Franz Timm (* 8. Oktober 1910 in Berlin). Dieser war seit dem 21. November 1935 verheiratet mit Gertrud Martha Anna Pallasch (* 7. Oktober 1913 in Berlin; am 24. Juli 1954 in Berlin tot aufgefunden), mit der er eine Tochter, Monika Elke Timm (1940–1942) hatte.
Am 17. Oktober 1964 heiratete er in Blankenfelde in zweiter Ehe Margarete Ernst (* 8. Oktober 1910 in Zgierz, Kreis Lodz).

## Schriften
- Erich Timm 1913 - 1938. Zur 25. Wiederkehr des Gründungstages der Firma Erich Timm, Berlin-Tempelhof, 1938.